# Team Moser-AH-Trentino
El Team Moser-AH-Trentino (codi UCI: MAT) va ser un equip ciclista neerlandès professional en ruta. Va competir professionalment de 2003 a 2005.

## Classificacions UCI
Fins al 1998 els equips ciclistes es trobaven classificats dins l'UCI en una única categoria. El 1999 la classificació UCI per equips es dividí entre GSI, GSII i GSIII. D'acord amb aquesta classificació els Grups Esportius I són la primera categoria dels equips ciclistes professionals. La següent classificació estableix la posició de l'equip en finalitzar la temporada.
| Temporada | Classificació per equips | Millor ciclista en la classificació individual |
| --------- | ------------------------ | ---------------------------------------------- |
| 2003      | 58è (GSIII)              | Niek Voskamp (1587è)                           |
| 2004      | 55è (GSIII)              | Piotr Mazur (625è)                             |

A partir del 2005, l'equip participa en els Circuits continentals de ciclisme.
UCI Europa Tour
| Temporada | Classificació per equips | Millor ciclista en la classificació individual |
| --------- | ------------------------ | ---------------------------------------------- |
| 2005      | 112è                     | Jenning Huizenga (1059è)                       |